# زیرا یکوب (فیلسوف)
زیرا یکوب (گعز: ዘርዐ ያዕቆብ؛ ۲۸ اوت ۱۵۹۹ – ۱۶۹۲) فیلسوفی اهل اتیوپی از شهر اکسوم در قرن هفدهم بود. رساله وی در سال ۱۶۶۷ که در حدود سال ۱۶۳۰ خلق شد و در زبان گعز، زبان اصلی آن، با عنوان هاتاتا (استفسار) شناخته می‌شود، با گفتار در روش رنه دکارت مقایسه شده‌است.
او یک تئودیسه را شرح داد و استدلال‌هایی برای وجود خدا ارائه نمود. زیرا یکوب آنچه را که از نظرش فساد سازمان‌یافته در ادیان بود، چه در اسلام، چه در یهودیت و کاتولیک و ارتدکس شدیداً مورد انتقاد قرار داد.